# 郑秀珍
郑秀珍（英語：Jacelyn Tay，1975年6月12日—），新加坡健康指导师、前女藝人、演员、歌手。1995年，她参加《才华横溢出新秀》获得女子组冠军正式出道，是1990年代后期新加坡具代表性的女星，曾与郭妃丽、范文芳并称新加坡三大美人。後逐渐淡出演艺圈。现任新加坡養生堂（Body Inc）创始人兼负责人。

## 简历

### 早年生涯
郑秀珍出生於新加坡。
1995年，郑秀珍参加了新加坡新传媒所举办的选秀节目《才华横溢出新秀》，并获得女子组冠军。
1998年，新传媒以《东游记》、《笑傲江湖》捧红郑秀珍，成为90年代后期新加坡最受瞩目的明星。2002年，参加了马来西亚Astro华丽台所举办的选美节目《Astro国际华裔小姐竞选》，并获得完美体态小姐。
2006年，与新传媒解约。

### 個人生活
郑秀珍曾與黄心川交往，2010年結婚，兩人育有一子。2018年离婚。
2022年，经营養生堂的郑秀珍为孩子婉拒片約，淡出娱乐圈。

## 影視作品

### 電影
| 年代   | 作品名       | 角色   | 原著 |
| 2003年 | 《放学后》   | 林艺芳 |      |
| 2011年 | 《笑着回家》 |        |      |

### 電视
- 1995年
  - 《第三类剧场》
- 1996年
  - 《豆腐街》
  - 《飞跃珍珠坊》
  - 《缘来是你》
  - 《都市奇情II》
  - 《电视电影:鬼德士》
  - 《魂断四面佛》
  - 《都市夜归人》
- 1997年
  - 《错爱今生》
  - 《客家之歌》
  - 《七个梦》
- 1998年
  - 《东游记》饰演何仙姑
- 1999年
  - 《错体双宝》
  - 《天蝎行动》
- 2000年
  - 《笑傲江湖》饰演东方不败
  - 《心灵物语》饰演Janice
- 2001年
  - 《真爱无敌》
  - 《大酒店》
  - 《陆小凤之决战前后》
- 2002年
  - 《天使的诱惑》
  - 《金钱本色》
- 2003年
  - 《一加一等于三》
  - 《美丽家庭》
- 2004年
  - 《家财万贯》
  - 《二分之一缘分》
- 2005年
  - 《法医X档案II》
  - 《爱的掌门人》饰演蒋如意
- 2012年
  - 《再见单人床》饰演Alice
  - 《千方百计》饰演莫言
- 2015年
  - 《起飞》饰演林美玲

### 綜藝節目
- 2009年
  - 《CelebriTEA Break II》
- 2013年
  - 《三菜一汤》

## 文學作品

### 书籍
| 年份   | 書名                                  | ISBN            |
| 2005年 | 《Makeup For Asian Women》            | ISBN 9812610790 |
| 2004年 | 《Feel Good，Look Good with Jacelyn》 | ISBN 9812328165 |

## 獎項

### 红星大獎
| 年份   | 獲提名                    | 獎項                                      | 結果 |
| ------ | ------------------------- | ----------------------------------------- | ---- |
| 1996年 | 不適用                    | 第2屆红星大奖最受欢迎新人                 | 提名 |
| 1997年 | 不適用                    | 第3屆红星大獎十大最受欢迎女艺人           | 提名 |
| 1998年 | 不適用                    | 第4屆红星大獎十大最受欢迎女艺人           | 獲獎 |
| 1999年 | 不適用                    | 第5届红星大奖十大最受欢迎女艺人           | 提名 |
| 1999年 | 不適用                    | 第5届红星大奖台湾最受欢迎女艺人           | 獲獎 |
| 2000年 | 不適用                    | 第6届红星大奖十大最受欢迎女艺人           | 獲獎 |
| 2000年 | 《笑傲江湖》 - 东方不败   | 第6届红星大奖最佳女主角                   | 提名 |
| 2000年 | 不適用                    | 第6届红星大奖马来西亚最受欢迎新传媒女艺人 | 提名 |
| 2001年 | 不適用                    | 第7届红星大奖十大最受欢迎女艺人           | 獲獎 |
| 2001年 | 不適用                    | 第7届红星大奖大马最受欢迎女艺人           | 提名 |
| 2002年 | 《天使的诱惑》 - 胡单纯   | 第8届红星大奖最佳女主角                   | 提名 |
| 2002年 | 不適用                    | 第8届红星大奖十大最受欢迎女艺人           | 獲獎 |
| 2003年 | 《一加一等于三》 - 王晴晖 | 第9届红星大奖最佳女主角                   | 提名 |
| 2003年 | 不適用                    | 第9届红星大奖十大最受欢迎女艺人           | 獲獎 |
| 2003年 | 不適用                    | 第9届红星大奖马来西亚最受欢迎女艺人       | 提名 |
| 2004年 | 不適用                    | 第10届红星大奖十大最受欢迎女艺人          | 獲獎 |
| 2005年 | 《二分之一缘分》 - 郝美丽 | 第11届红星大奖最佳女主角                  | 提名 |
| 2005年 | 不適用                    | 第11届红星大奖十大最受欢迎女艺人          | 獲獎 |
| 2006年 | 《爱的掌门人》 - 蒋如意   | 第12届红星大奖最佳女主角                  | 提名 |
| 2006年 | 不適用                    | 第12届红星大奖十大最受欢迎女艺人          | 獲獎 |